# Convergencia Amplia para la Salvación de Angola - Coalición Electoral
Convergencia Amplia para la Salvación de Angola - Coalición Electoral (en portugués: Convergência Ampla de Salvação de Angola – Coligação Eleitoral) conocida por sus siglas CASA-CE es una alianza política angoleña de centroizquierda, compuesto actualmente por cinco partidos.

## Historia
La alianza fue formada en marzo de 2012 por Abel Chivukuvuku después de abandonar la UNITA, sumida en un conflicto interno. En las elecciones generales de 2012, el partido obtuvo ocho escaños, convirtiéndose en el tercer partido del parlamento. En las elecciones generales de 2017, dobló su representación en el parlamento a dieciséis escaños.
En 2019 tras una crisis interna, su fundador Abel Chivukuvuku fue destituido como líder y excluido de la alianza, ocupando su lugar André Mendes de Carvalho. Dos años más tarde, Manuel Fernandes tomando fue elegido como nuevo líder por los miembros de la coalición.
En las elecciones generales de 2022, el partido no logró obtener ningún escaño.